# 1821 en philosophie
Chronologie de la philosophie
- 1817
- 1818
- 1819
- 1820
- 1821
- 1822
- 1823
- 1824
- 1825

L’année 1821 a été marquée, en philosophie, par les événements suivants :

## Publications
- Principes de la philosophie du droit de Friedrich Hegel.

## Conférences
- Conférences Esthétique ou philosophie de l'art par Hegel.

## Naissances
- 27 septembre : Henri-Frédéric Amiel, philosophe suisse, mort en 1881.

## Décès
- 26 février : Joseph de Maistre, né en 1753.